# ハッキングチーム
ハッキングチーム （伊：Hacking Team, 登録上はHacking Team Srl）は、ミラノを拠点とする情報技術企業であり、侵入や監視能力を政府、法執行機関や企業に販売している。その「遠隔操作システム」は、政府と企業がインターネットユーザーの通信を監視して暗号化されたファイルや電子メールを復号できるようにして、Skypeやその他のVoIP通信を記録して、遠隔の標的コンピュータ上のマイクとカメラをアクティブにする。
この会社は、貧弱な人権意識でこれらの能力を弾圧政権に提供してきたことについて非難されている。ハッキングチームは、彼らのソフトウェアが非倫理的に使用されている場合、それらを無効にする能力をもっていると述べている。
ハッキングチームは、イタリアのオフィスに約40人の従業員を雇っており、アナポリス、ワシントンD.C.、シンガポールに支社の拠点がある。その製品は、6大陸の数十か国で使用されている。

## 社歴
2003年、ハッキングチームは、ふたりのイタリア人プログラマ（Alberto OrnaghiとMarco Valleri）によって創業された。同社の正式な設立以前に、OrnaghiとValleriは、標的のコンピュータを監視して、遠隔から操作することに使える一式のツールを開発した。「Ettercap」と呼ばれたこのプログラムは、人々をスパイしようとするハッカーと、自社のネットワークのセキュリティを試そうとする企業の両方から歓迎された。ミラノ警察は、このツールについて学習した。警察は、イタリアの市民をスパイして、彼らのSkypeコールを盗聴するために「Ettercap」を使うことを期待して、OrnaghiとValleriと連絡をとり、このプログラムを修正することを依頼した。こうしてハッキングチームが生まれ、「警察に対する最初のハッキングソフトウェアの販社」となった。
以前、勤めていたAlberto Pelliccioneによると、同社はセキュリティサービスプロバイダとして創業し、顧客に侵入テストや監査、その他の防御能力を提供していた。Pelliccioneは、「マルウェアや他の攻撃的な能力が開発されて、売り上げに占める比率が大きくなるにつれて、会社はより攻撃的な方向に転換して、ますます区分管理されるようになった」と言う。Pelliccioneは、「同一プラットフォーム（例： Androidのエクスプロイトやペイロード）上で作業している従業員間でも、ほとんどコミュニケーションをとらず、おそらく組織内に緊張と争いをもたらすことになる」と不平をもらした。
2014年2月、 Citizen Lab からのレポートは、同社がLinode、テレコム・イタリア、Rackspace、NOC4Hosts、そして有名な防弾ホスティング会社 Santrexからホスティングサービスを利用していることを識別した。

## 論点

### 2014年 弾圧政権への販売
ハッキングチーム社は、製品やサービスを人権意識が乏しい政府に販売してきたことについて非難されている。そのような国には、スーダン、バーレーンおよびサウジアラビアが含まれる。
2014年6月、スーダンへの制裁の実施状況を監視している国連は、スーダンへの武器禁輸について論争になっている国々に対するソフトウェアの販売についての情報を同社から求めた。
2014年の秋、イタリア政府は、突然、人権の観点からハッキングチームの輸出のすべてを凍結した。
2015年1月、同社は国連のパネルに対して「現在、スーダンには売っていない」と応えた。以降のやりとりにおいて、ハッキングチームは、同社の製品は兵器として規制されていないので国連パネルの要求は権限外である、と主張した。彼らは以前の販売について開示する必要はない、それらは営業秘密情報である、と考えていた。
2015年3月、国連は同意しなかった。事務局は次のように書いている。「パネルの見解は『このようなソフトウェアは、軍事作戦を支援するのに適合するので禁止項目中の軍事装備もしくは軍事支援という分類に該当する可能性がある。それゆえ、ダルフール紛争における交戦国を標的とする潜在的な利用のすべてがパネルの関心事である。』ということであった。」

### 2015年 データ侵害
2015年7月5日、同社のTwitterアカウントが何者かによって侵された。侵した者は、同社のコンピュータシステムに対するデータ侵害についての声明を公表した。最初のメッセージは「我々には隠すものは無いので、我々のすべての電子メール、ファイル、ソースコードなどを公表する」であった。内部の電子メール、送り状、それからソースコードと言われるものを含む400GB以上のデータに対するリンクを提供していた。これらは、BitTorrentやMEGA経由で漏えいしたものであった。
Adobe Flash Playerに脆弱性（CVE-2015-5119）が発覚して、いわゆるゼロデイの状況になった。
2015年7月8日、Adobeは、修正プログラムを提供した。
2015年7月10日、同社から流出したとされるデータ中のファイルに基づいて、ふたつの脆弱性（CVE-2015-5122とCVE-2015-5123）が公表された。